# Бонво (Гар)
Бонво (фр. Bonnevaux) насеље је и општина у јужној Француској у региону Лангдок-Русијон, у департману Гар која припада префектури Алес.
По подацима из 2011. године у општини је живело 101 становника, а густина насељености је износила 11,46 становника/km². Општина се простире на површини од 8,81 km². Налази се на средњој надморској висини од 650 метара (максималној 976 m, а минималној 360 m).

## Демографија
| 1962. | 1968. | 1975. | 1982. | 1990. | 1999. | 2011. |
| ----- | ----- | ----- | ----- | ----- | ----- | ----- |
| 29    | 32    | 30    | 51    | 61    | 102   | 101   |

График промене броја становника у току последњих година